# The Twilight Zone (radioserie)
The Twilight Zone, ook bekend als The Twilight Zone Radio Dramas is een Amerikaans radioprogramma gebaseerd op de televisieserie The Twilight Zone. Het programma wordt sinds oktober 2002 uitgezonden.

## Opbouw
Veel van de verhalen uit het programma zijn gebaseerd op de scrips van Rod Serling. Wel zijn ze op sommige punten aangepast en uitgebreid om ze beter geschikt te maken voor de hedendaagse luisteraar. De rol van Serling als de verteller wordt vervuld door Stacy Keach. In elke aflevering van de serie neemt een bekende Hollywoodacteur een rol voor zijn rekening. Daarnaast komen enkele gasten uit de televisieserie in de radioserie terug zoals H.M. Wynant, Orson Bean en Morgan Brittany.

## Productie
De radioserie wordt geproduceerd door de Falcon Picture Group. De scripts van de originele televisieserie worden aangepast voor de radio door Dennis Etchison. 
De show wordt wekelijks uitgezonden.

## Afleveringen
De volgende afleveringen van de originele serie werden verwerkt in de radioserie:
- A Hundred Yards Over the Rim
- The Lateness of the Hour
- A Kind of a Stopwatch
- Mr. Dingle, the Strong
- The Thirty-Fathom Grave
- The Man in the Bottle
- The After Hours
- The Dummy
- To Serve Man
- From Agnes—With Love
- The Obsolete Man
- Time Enough at Last
- Miniature
- The Silence
- He's Alive
- The Monsters Are Due on Maple Street
- The Bard
- Escape Clause
- The Passersby
- A Short Drink From a Certain Fountain
- A Stop at Willoughby
- The Lonely
- The Odyssey of Flight 33
- Mr. Garrity and the Graves
- Four O'Clock
- No Time Like the Past
- One More Pallbearer
- The Dummy
- A Most Unusual Camera
- Still Valley
- Hocus-Pocus and Frisby
- Nervous Man in a Four Dollar Room
- The Changing of the Guard
- The Incredible World of Horace Ford
- The Midnight Sun
- The Trade-Ins
- The Last Night of a Jockey
- Twenty Two
- The Little People
- King Nine Will Not Return
- Cavender Is Coming
- The Parallel
- The Big Tall Wish
- The Long Morrow
- Of Late I Think of Cliffordville
- Will the Real Martian Please Stand Up?
- A Passage for Trumpet
- Walking Distance
- Living Doll
- I Am the Night—Color Me Black
- A Thing About Machines
- Deaths-Head Revisited
- Sounds and Silences
- Uncle Simon
- Mr. Denton on Doomsday
- The Fever
- The 7th Is Made Up of Phantoms
- The Brain Center at Whipple's
- Mirror Image
- One for the Angels
- The Fear
- The Old Man in the Cave
- I Shot an Arrow into the Air
- The Grave
- Queen of the Nile
- The Purple Testament
- The Hitch-Hiker
- It’s a Good Life
- Night of the Meek
- Five Characters in Search of an Exit
- The Mind and the Matter
- What's in the Box
- Caesar and Me
- People Are Alike All Over
- I Dream of Genie
- Ninety Years Without Slumbering
- Big Tall Wish
- What You Need
- Showdown with Rance McGrew
- The Arrival
- Back There
- Mr. Bevis
- The Masks
- The Rip Van Winkle Caper
- A World of Difference
- The Jeopardy Room
- The Fugitive
- The Self-Improvement of Salvadore Ross
- The Jungle
- Printer's Devil
- Perchance to Dream
- Dust
- Dead Man's Shoes
- Elegy
- In His Image
- A Quality of Mercy
- In Praise of Pip
- A Nice Place to Visit
- The Last Rites of Jeff Myrtlebank
- Long Distance Call
- The Mighty Casey
- Ring-a-Ding Girl
- Black Leather Jackets
- Mute
- Nightmare at 20,000 Feet
- Spur of the Moment
- Nick of Time
- Where Is Everybody?
- You Drive
- Person or Persons Unknown
- Valley of the Shadow
- Stopover in a Quiet Town
- Death Ship
- The Sixteen-Millimeter Shrine
- Static
- Long Live Walter Jameson
- The Whole Truth
- The Last Flight
- Shadow PlayF
- The Chaser
- Jess-Belle
- The Encounter
- Nightmare as a Child
- Little Girl Lost
- A World of His Own
- The New Exhibit
- And When the Sky Was Opened
- A Game of Pool
- A Penny for Your Thoughts
- Free Dirt
- Kick the Can
- Night Call
- Number 12 Looks Just Like You
- On Thursday We Leave for Home
- The Prime Mover
- Third from the Sun